# Agylla flavicornis
Agylla flavicornis là một loài bướm đêm thuộc phân họ Arctiinae, họ Erebidae.